# Fanniomyces
Fanniomyces — рід грибів родини Laboulbeniaceae. Назва вперше опублікована 1972 року.

## Класифікація
До роду Fanniomyces відносять 3 види:
- Fanniomyces burdigalensis
- Fanniomyces ceratophorus
- Fanniomyces copromyzae